# Sierra Nevada de Santa Marta
Sierra Nevada de Santa Marta – masyw górski w północnej Kolumbii, położony pomiędzy 10°01'N a 11°20'N oraz 72°36'W a 74°12'W, na wybrzeżu Morza Karaibskiego, i wznoszący się na wysokość 5775 m n.p.m. Najwyższe szczyty masywu to Cristóbal Colón (pol. Krzysztof Kolumb) i Simón Bolívar. Nie ma pewności, który z nich jest wyższy, ale powszechnie przyjmuje się, że szczyt Cristóbal Colón (5775 m n.p.m.) nie jest niższy od szczytu Simón Bolívar. Masyw jest całkowicie izolowany od innych gór Ameryki Południowej obszarami o wysokości poniżej 200 m n.p.m. i leży w granicach trzech departamentów: Guajira, Magdalena i Cesar. Teren masywu jest rezerwatem biosfery, a jego większą część (o powierzchni 5733,13 km²) objęto ochroną tworząc Park Narodowy Sierra Nevada de Santa Marta. 
Rdzennymi mieszkańcami masywu Sierra Nevada de Santa Marta są Indianie Arhuaco, Kagaba, Wiwa i inni. Mieszkają oni obecnie w rezerwatach w środkowych partiach masywu. 

## Działalność człowieka
Początek ekspansywnej działalności człowieka na terenie Sierra Nevada de Santa Marta datuje się od końca XIX wieku. Zaczęto wtedy wycinać lasy u podnóża masywu i zakładać w ich miejsce plantacje bananów. W latach czterdziestych XX wieku rozpoczęło się masowe osadnictwo i spychanie tubylców do wyższych partii masywu. W latach 1975–1980 nastąpił kolejny napływ osadników, przetrzebienie lasów w środkowych i wyższych partiach dolin górskich masywu i masowe zakładanie plantacji marihuany. W celu odzyskania kontroli nad obszarem władze zarządziły wypalenie terenu herbicydami, co spowodowało nieodwracalne szkody w faunie i florze. W 1985 roku, po uporaniu się z problemem marihuany, rozpoczęto przywracanie wartości przyrodniczych zdewastowanym terenom poprzez zakładanie plantacji kawowca i plantacji upraw przejściowych.